# Promachus metoxus
Promachus metoxus är en tvåvingeart som först beskrevs av H. Oldroyd 1939.  Promachus metoxus ingår i släktet Promachus och familjen rovflugor.
Artens utbredningsområde är Uganda. Inga underarter finns listade i Catalogue of Life.